# Florian Menzel
Florian Menzel (* 30. August 1988 in Eslohe) ist ein deutscher Jazzmusiker (Trompete).

## Leben und Wirken
Menzel entdeckte mit vier Jahren am Klavier die Musik, wechselte aber schnell zur Trompete. Mit fünf Jahren spielte er so intensiv mit dem Instrument des Vaters, dass der ihm die erste eigene Trompete schenkte und ihn auch selbst unterrichtete. Erste Jazzerfahrungen sammelte er in der Big Band des Franz Stock Gymnasiums in Arnsberg. Nach einer Ausbildung an der Glen Buschmann Jazzakademie Dortmund war er vier Jahre lang Jungstudent an der Musikhochschule Köln bei Andy Haderer. Er gehörte zum Jugendjazzorchester NRW und zum Bundesjazzorchester. Seit 2004 absolvierte er ein Studium am Jazz-Institut Berlin bei Gerard Presencer und Malte Burba. Neben der akademischen Ausbildung absolvierte er Workshops bei Klaus Osterloh, Till Brönner und Illana Schapira-Marinescu.
Menzel ist seitdem freiberuflicher Berufsmusiker und lebt in Berlin. Gemeinsam mit Markus Ehrlich, Christopher Colaço, Igor Spallati und Philipp Schaeper bildete er 2009 die kollaborative Band The Major Minors. Seit 2017 war er auch mit seinem Quintett unterwegs, zu dem Oilly Wallace, Uri Gincel (Klavier), Felix Henkelhausen (Kontrabass) und Tobias Backhaus (Schlagzeug) gehörten.
Weiterhin arbeitete er in der Dieter Michel Bigband, Atlanta Jazzband, WDR Bigband, der European Yamaha  Bigband, dem Aarhus Jazz Orchestra, dem Ed Partyka Jazz Orchestra, dem Sunday Night Orchestra oder Electro Deluxe und als Theatermusiker (u. a. Deutsches Theater Berlin, Staatsoper Hannover). Als Komponist schrieb er 2012 einen Teil der Filmmusik für Oh Boy von Jan-Ole Gerster. Er ist auch auf Alben von Stefan Schultze Large Ensemble, Malte Schillers Red Ballon, Reinhold Schmölzer & Orchest•ra•conteur, Laura Winkler, Jazzanova sowie mit Clueso, Die Fantastischen Vier, Matthias Schweighöfer und mit dem Moka Efti Orchestra im Soundtrack zu Babylon Berlin zu hören. Außerdem spielt er bei Cosmo Kleins Ende 2019 gestarteten Projekt Purple for Life.
Seit 2021 ist er Teil der Show-Band in Joko Winterscheidts Sendung Wer stiehlt mir die Show?.

## Preise und Auszeichnungen
Menzel war Preisträger bei Jugend musiziert. Als Trompeter wurde er 2007 mit dem „SkodaJazzPreis“ der deutschen Jazz-Föderation ausgezeichnet. 2009 belegte er den ersten Platz beim „Yamaha Trumpet Contest“. Während seines Studiums in Berlin wurde Menzel für sein außerordentliches Engagement auf musikalischer und sozialer Ebene mit dem „Savoy Award of Excellence 2011“ geehrt.  Mit der Band The Major Minors erhielt er den „Deutschen Filmpreis in der Kategorie beste Filmmusik“ und den Preis „beste Filmmusik 2012“ vom Verband deutscher Filmkritiker.